# Линденфелд (Караш-Северин)
Линденфелд (рум. Lindenfeld) насеље је у Румунији у округу Караш-Северин у општини Букин. Oпштина се налази на надморској висини од 799 m.

## Историја
По "Румунској енциклопедији" насеље је 2002. године било сасвим ненасељено.

## Становништво
Према подацима из 2011. године у насељу је живело 1 становника.